# Clube Desportivo Santa Clara
Il Clube Desportivo Santa Clara, noto semplicemente come Santa Clara, è una società calcistica portoghese di Ponta Delgada. Attualmente milita nella Primeira Liga.
Unica squadra delle Azzorre ad aver militato nella massima serie portoghese e unica delle Azzorre ad aver partecipato a una competizione europea (la Coppa Intertoto 2002), gioca le gare casalinghe allo stadio di São Miguel. I colori sociali sono il bianco e il rosso.

## Storia
La storia del club iniziò il 12 maggio 1927, con la fondazione del Clube Desportivo Santa Clara, mentre il 20 novembre del medesimo anno la squadra giocò la sua prima partita, contro l'União Micaelense. Le origini del sodalizio risalgono, in realtà, al 1921, quando si formò a Ponta Delgada un'entità sportiva affiliata al Benfica. Nel 1935, dopo aver militato per alcuni anni nei campionati dell'arcipelago delle Azzorre, la compagine di Ponta Delgada diviene il primo club delle Azzorre a recarsi nel Portogallo continentale per disputare una serie di partite amichevoli. 
Nel 1979 iniziò a militare nelle divisioni inferiori del campionato nazionale portoghese. Alla fine della stagione 1985-1986 ottenne la promozione in seconda serie, dove rimase per un solo anno. Negli anni '90 la squadra si diede un'organizzazione sportiva professionistica e lanciò una serie di giocatori, tra cui Pauleta. 
Al termine della stagione 1998-1999, grazie al terzo posto in Segunda Liga, la squadra ottenne per la prima volta la promozione in Primeira Liga, la massima divisione nazionale, sotto la guida del tecnico Manuel Fernandes e del capitano Paulo Figueiredo, nazionale angolano. Primo club delle Azzorre a raggiungere la massima serie calcistica del Portogallo, il Santa Clara vi rimase per tre anni. 
Nel 2018 ottiene la promozione dalla Segunda Liga alla Primeira Liga dopo 16 anni di assenza. A seguito del sesto posto conquistato al termine della Primeira Liga 2020-2021, si è garantita la partecipazione ai preliminari della prima edizione della UEFA Conference League. Dopo essere retrocessa in seconda divisione durante la stagione 22-23, riottiene la prima divisione dopo solo un anno in cadetteria, vincendo la Segunda Liga 2023-24. L'annata seguente si piazza al 5° posto in campionato, ottenendo così la qualificazione per la UEFA Conference League 2025-26.

## Organico

### Rosa 2025-2026
Aggiornata al 9 agosto 2025.
| N. |                       | Ruolo | Calciatore         |
| -- | --------------------- | ----- | ------------------ |
| 1  | Brasile (bandiera)    | P     | Gabriel Batista    |
| 2  | Portogallo (bandiera) | D     | Calila             |
| 3  | Brasile (bandiera)    | D     | Matheus Pereira    |
| 4  | Portogallo (bandiera) | D     | Pedro Pacheco      |
| 6  | Brasile (bandiera)    | C     | Adriano            |
| 8  | Portogallo (bandiera) | C     | Pedro Ferreira     |
| 9  | Australia (bandiera)  | A     | Anthony Carter     |
| 10 | Brasile (bandiera)    | A     | Gabriel Silva      |
| 11 | Brasile (bandiera)    | A     | Brenner            |
| 13 | Portogallo (bandiera) | D     | Luís Rocha         |
| 16 | Portogallo (bandiera) | C     | Miguel Pires       |
| 17 | Portogallo (bandiera) | A     | João Costa         |
| 20 | Brasile (bandiera)    | A     | Adriel Moraes      |
| 21 | Portogallo (bandiera) | D     | Frederico Venâncio |

| N. |                       | Ruolo | Calciatore       |
| -- | --------------------- | ----- | ---------------- |
| 22 | Brasile (bandiera)    | D     | Edney            |
| 29 | Brasile (bandiera)    | A     | Wendel           |
| 31 | Portogallo (bandiera) | P     | Denivys          |
| 32 | Brasile (bandiera)    | C     | MT               |
| 35 | Portogallo (bandiera) | C     | Serginho         |
| 40 | Brasile (bandiera)    | C     | Ageu             |
| 42 | Brasile (bandiera)    | D     | Lucas Soares     |
| 50 | Portogallo (bandiera) | P     | João Afonso      |
| 64 | Brasile (bandiera)    | D     | Paulo Victor     |
| 70 | Brasile (bandiera)    | A     | Vinícius Lopes   |
| 77 | Portogallo (bandiera) | A     | Henrique Pereira |
|    | Brasile (bandiera)    | D     | Thauan Lara      |
|    | Brasile (bandiera)    | A     | Elias Manoel     |
|    | Portogallo (bandiera) | D     | Rodrigo Mendes   |

## Palmarès

### Competizioni nazionali
- Segunda Divisão: 1

1997-1998
- Liga Portugal 2: 1

2023-2024

### Altri piazzamenti
- Segunda Liga:

Secondo posto: 2017-2018
Terzo posto: 2008-2009
- Coppa di Lega portoghese:

Semifinalista: 2021-2022

## Statistiche e record

### Statistiche nelle competizioni UEFA
Tabella aggiornata alla fine della stagione 2024-2025.
| Competizione           | Partecipazioni | G | V | N | P | RF | RS |
| ---------------------- | -------------- | - | - | - | - | -- | -- |
| Coppa Intertoto UEFA   | 1              | 4 | 1 | 1 | 2 | 7  | 12 |
| UEFA Conference League | 1              | 6 | 5 | 0 | 1 | 10 | 3  |